# So Long, Frank Lloyd Wright
«So Long, Frank Lloyd Wright» — песня, написанная Полом Саймоном, которая первоначально была выпущена на альбоме Simon & Garfunkel 1970 года Bridge over Troubled Water. Впоследствии она была выпущена на нескольких сборниках дуэта. Она также была записана Лондонским поп-оркестром и трио Джо Чиндамо. Арт Гарфанкел заявил, что песня возникла в результате его просьбы к Полу Саймону написать песню о знаменитом архитекторе Фрэнке Ллойде Райте, в то время как Саймон заявил, что написал песню, несмотря на то, что не знал, кто он такой. Гарфанкел исполняет главную партию в большей части песни, а Саймон поёт на подпевках.

## О песне
Текст песни имеет несколько смыслов: с одной стороны, песня восхваляет известного архитектора, который умер в 1959 году. Однако текст также относится к предстоящему распаду дуэта Саймона и Гарфанкела. Арт Гарфанкел учился на архитектора, поэтому с этой точки зрения текст можно воспринимать как прощание Пола Саймона со своим другом и партнером Гарфанкелом, как в другой песне альбома Bridge over Troubled Water, «The Only Living Boy in New York» . В то время как Гарфанкел поет затухание песни на словах «so long», на записи слышно, как продюсер и звукоинженер Рой Хейли восклицает: «So long already Artie!» Другие слова песни относятся к творческому процессу, например, говорится о том, что певец не выучил мелодию, и о ночах, когда певец и Фрэнк Ллойд Райт «гармонизировали до рассвета». В тексте также говорится о том, что певец думает о Райте, когда ищет вдохновение.
Аккомпанемент включает в себя конга, струнные, флейту, не указанную в примечаниях, бас и партию классической гитары, исполненную в стиле босса-нова, в основном с использованием септаккордов. Песня имеет торжественную мелодию, в ней присутствуют разнообразные ритмы и синкопы. В конце первого бриджа тональность песни меняется с соль-бемоль мажор на соль мажор. Саймон вспоминал, что он слушал бразильскую музыку, вероятно, Антониу Карлоса Жобима, когда писал мелодию для «So Long, Frank Lloyd Wright». Автор Уолтер Эверетт предполагает, что повторяющаяся нотная секция бриджа примерно через минуту песни эффективно наводит на мысль об обыденности других архитекторов, а также предполагает некоторые архитектурные особенности Райта.
Гарфанкел понял, что Саймон хотел отнести песню к их партнерству, только через много лет после выхода альбома. В одном из интервью он заметил, что Саймон «никогда не посвящал меня в этот секрет». Он добавил: «Я нахожу это тайной и неприятной вещью, которую с тобой сделали.» Однако он смирился с песней, поскольку в примечаниях к своему сборнику 2012 года The Singer, в который была включена песня «So Long, Frank Lloyd Wright», он утверждает, что может игнорировать этот подтекст, поскольку песню «просто так весело петь», и пишет о Поле Саймоне, что «человек любит дарителя прекрасного подарка».